# بخش مرکزی شهرستان سامان
بخش مرکزی، یکی از بخش‌های شهرستان سامان در استان چهارمحال و بختیاری ایران است. مرکز این بخش، شهر سامان است.

## تقسیمات کشوری
- بخش مرکزی شهرستان سامان
  - دهستان سامان
  - دهستان چما

شهر: سامان

## جمعیت
بر پایه سرشماری عمومی نفوس و مسکن در سال ۱۳۹۵، جمعیت بخش مرکزی شهرستان سامان برابر با ۲۴٬۴۴۹ نفر بوده است.